# جک روشر
جک روشر (انگلیسی: Jack Rusher؛ زادهٔ april ۱۸, ۱۹۶۷ (۵۷ سال)) ورزشکار روئینگ اهل ایالات متحده آمریکا است.
وی در مسابقات کشوری و بین‌المللی در مجموع برندهٔ ۱ مدال نقره، ۱ مدال برنز شده‌است.